# Protobothrops
Protobothrops is een geslacht van slangen uit de familie adders (Viperidae) en de onderfamilie groefkopadders (Crotalinae).

## Naam en indeling
De wetenschappelijke naam van de groep werd voor het eerst voorgesteld door Alphonse Richard Hoge en Sylvia Alma Renata Wilma de Lemos Romano-Hoge in 1983. De slangen werden eerder aan andere geslachten toegekend, zoals de Aziatische lanspuntslangen (Trimeresurus), de bosmeesters (Lachesis) en de lanspuntslangen (Bothrops). Er zijn vijftien verschillende soorten, waaronder de pas in 2020 beschreven Protobothrops kelomohy.

## Uiterlijke kenmerken
De slangen hebben een variabele lichaamslengte, de soort Protobothrops cornutus blijft wat kleiner en wordt tot 70 centimeter lang terwijl de soort Protobothrops kaulbacki een lengte tot ongeveer 1,35 meter kan bereiken. De langwerpige kop is duidelijk te onderscheiden van het lichaam door de aanwezigheid van een insnoering. De ogen hebben een verticale pupil. De slangen hebben 21 tot 25 rijen schubben in de lengte op het midden van het lichaam.

## Levenswijze
Op het menu staan voornamelijk zoogdieren zoals knaagdieren en insecteneters, maar ook kikkers, vogels en andere slangen worden buitgemaakt. Van de soort Protobothrops mucrosquamatus is bekend dat ook kippenrennen worden bezocht op zoek naar voedsel. De vrouwtjes zetten niet altijd eieren af maar zijn overwegend eierlevendbarend, de jongen komen levend ter wereld. Een aantal soorten echter, zoals Protobothrops kaulbacki en Protobothrops mucrosquamatus, zetten eieren af.

## Verspreiding en habitat
De slangen komen voor in delen van Azië en leven in de landen Bangladesh, India, Myanmar, Vietnam, Laos, Thailand, China, Taiwan, Nepal, Bhutan en Japan. De habitat bestaat uit vochtige tropische en subtropische bossen, zowel in laaglanden als in bergstreken, graslanden en scrublands. Ook in door de mens aangepaste streken zoals tuinen en stedelijke gebieden kunnen de dieren worden aangetroffen.

## Beschermingsstatus
Door de internationale natuurbeschermingsorganisatie IUCN is aan twaalf soorten een beschermingsstatus toegewezen. Vijf soorten worden beschouwd als 'veilig' (Least Concern of LC), twee soorten als 'onzeker' (Data Deficient of DD), een soort als 'kwetsbaar' (Vulnerable of VU) en een soort als 'gevoelig' (Near Threatened of NT). Drie soorten ten slotte staan te boek als 'bedreigd' (Endangered of EN).

## Soorten
Het geslacht omvat de volgende soorten, met de auteur en het verspreidingsgebied.
| Naam                                                       | Auteur                                                                                                | Verspreidingsgebied                                                |
| ---------------------------------------------------------- | --- | ------------------------------------------------------------------ |
| Protobothrops cornutus                                     | Smith, 1930                                                                                           | Vietnam, China                                                     |
| Protobothrops dabieshanensis                               | Huang, Pan, Han, Zhang, Hou, Yu, Zheng & Zhang, 2012                                                  | China                                                              |
| Protobothrops elegans                                      | Gray, 1849                                                                                            | Japan                                                              |
| Protobothrops flavoviridis                                 | Hallowell, 1861                                                                                       | Japan                                                              |
| Protobothrops himalayanus                                  | Pan, Chettri, Yang, Jiang, Wang, Zhang & Vogel, 2013                                                  | China, Nepal, Bhutan, India                                        |
| Protobothrops jerdonii                                     | Günther, 1875                                                                                         | India, Nepal, Bhutan, Myanmar, Vietnam, China                      |
| Protobothrops kaulbacki                                    | Smith, 1940                                                                                           | Myanmar, China, India                                              |
| Protobothrops kelomohy                                     | Sumontha, Vasaruchapong, Chomngam, Suntrarachun, Pawangkhanant, Sompan, Smits, Kunya & Chanhome, 2020 | Thailand                                                           |
| Protobothrops mangshanensis                                | Zhao, 1990                                                                                            | China                                                              |
| Protobothrops maolanensis                                  | Yang, Orlov & Wang, 2011                                                                              | China, Vietnam                                                     |
| Gladschubbige lanspuntslang (Protobothrops mucrosquamatus) | Cantor, 1839                                                                                          | Bangladesh, India, Myanmar, Vietnam, Laos, Thailand, China, Taiwan |
| Protobothrops sieversorum                                  | Ziegler, Herrmann, David, Orlov & Pauwels, 2000                                                       | Vietnam                                                            |
| Protobothrops tokarensis                                   | Nagai, 1928                                                                                           | Japan                                                              |
| Protobothrops trungkhanhensis                              | Orlov, Ryabov & Nguyen, 2009                                                                          | Vietnam, China                                                     |
| Protobothrops xiangchengensis                              | Zhao, Jiang & Huang, 1979                                                                             | China                                                              |